# Ausleihe
Als Ausleihe wird in Bibliotheken das Verleihen von Bibliotheksbeständen bezeichnet. Die Ausleihe (auch Leihstelle) ist auch der Bereich einer Bibliothek, an dem es möglich ist, sich Medien auszuleihen. Dabei werden die Medien im Rahmen der Ausleihverbuchung als ausgeliehen vermerkt. Innerhalb einer bestimmten Leihfrist (beispielsweise 4 Wochen) müssen die Medien in die Bibliothek zurückgebracht werden, ansonsten werden Mahngebühren fällig. Die Ausleihe digitaler Medien, etwa in der Onleihe, wird als E-Lending bezeichnet.
Die Ausleihe bildet in vielen Bibliotheken, insbesondere in öffentlichen Bibliotheken, eine der zentralen Abteilungen. Der Erfolg einer Bibliothek wird heutzutage oft an der Anzahl der Ausleihen gemessen. Natürlich muss dieser Wert im Zusammenhang mit der Größe der Zielgruppe gesehen werden. 
In vielen Bibliotheken ist es auch möglich, sich Medien anderer Bibliothek zu bestellen und diese auszuleihen. Dieses Verfahren nennt sich Fernleihe.
In vielen Bibliotheken wird versucht, diese Aufgabe durch Selbstverbuchung zu automatisieren. Diese arbeiten entweder mit Barcode oder seit einiger Zeit auch mit RFID. Hierdurch soll eine Entlastung der Bibliothekare von Standardaufgaben erreicht werden und mehr Zeit für die Beratung von Benutzern geschaffen werden.
Eine separate Leihgebühr ist in den meisten Bibliotheken nicht mehr üblich. Stattdessen werden pauschale Benutzungsgebühren pro Monat oder Jahr erhoben. In manchen Fällen besteht dann auch Leihzwang.
Aus rechtlicher Sicht sind von Bibliothek und Benutzer die gesetzlichen Bestimmungen zum Leihvertrag zu beachten.